# ジョン・グリンダー
ジョン・グリンダー（John Grinder 1940年 - ）はアメリカの言語学者、著者、経営コンサルタント、講師、講演者である。グリンダーはリチャード・バンドラーと共に神経言語プログラミング（NLP）の共同創始者とされている。彼はまた、彼のパートナーであるカルメン･ボスティック・サンクレアが1987年に設立した経営コンサルティング会社クオンタムリープ社の共同経営者でもある（1989年に参画）。グリンダーとボスティック・サンクレアは国際的にNLPのセミナー、ワークショップを開催している。

## 略歴
ジョン・トーマス・グリンダー・ジュニア（John Thomas Grinder, Jr.）は1960年初頭、心理学の学位でサンフランシスコ大学を卒業。卒業後米国陸軍に入隊し、冷戦時ヨーロッパにおいて特殊部隊で大尉の階級にあった。その後、米国情報局にも入局したことが明らかになっている。
1960年代終わりにグリンダーは大学に戻り、言語学を学び、博士号を取得（1971年 カリフォルニア大学 サンディエゴ校にて）。彼の博士論文のタイトルは『英語における削除現象』（Deletion Phenomena in English）で1976年にムートン社から出版されている。
1970年代初頭、グリンダーはロックフェラー大学のジョージ・ミラーの研究所で働く。博士号を取得後、カリフォルニア大学サンタクルーズ校（UCSC）の言語学部で助教授の職を得て学部生、卒業生のために講義、研究に従事した。彼の研究はノーム・チョムスキーの変形文法理論の構文と削除現象を専門としていた。彼はPaul Postalと共に先行詞の消失や代名詞の寄生空所の消失に関する構文構造についてのいくつかの研究レポートを著している。彼らは動詞句の削除の構文構造について、研究を完成させたと論じた。UCSCのPostalとグリンダーの博士顧問である Edward Klimaは生成意味論の初期の開発に関与している。
グリンダーはまた、Suzette Elginとともに、「変形文法のガイド 歴史、理論、実践」という題の言語学の教科書を出版した。2005年グリンダーはトム・マーロイ、とカルメン・ボスティック・サンクレアとともに『発生の生態学』をCybernetics and Human Knowingジャーナルで発表している。

## NLPの開発
1972年、UCSCにおいてゲシュタルト療法のモデル化の協力を仰いだ心理学の学部生リチャード・バンドラーに出会う。バンドラーは多くの時間をフリッツパールズ（ゲシュタルト療法の創始者）の編集とレコーディングに多くの時間を費やしており、自然にそれとなくゲシュタルト療法を学んでいた。グリンダーとバンドラーはフリッツパールズにはじまり、次に家族療法のトップセラピスト、バージニア･サティア、その後、精神医学催眠のトップセラピスト、ミルトン・エリクソンと、様々セラピストの認知、行動、パターンのモデル化を続けた。これらは、『魔術の構造1,2巻』（1975,1976）、Patterns of the Hypnotic Techniques of Milton H. Erickson, Volumes I & II (1975, 1977) と Changing With Families(1976)で発表された。これらのワークがNLP創始の土台をなす方法論を形成した。
バンドラーとグリンダーはセミナーやプラクティスグループなどを主催するようになる。これらのセミナーやプラクティスグループにおいて、バンドラーとグリンダーは参加者にNLPのスキルを伝えるかたわら、新しく発見されたパターンの実践とテストを行うことができた。『王子様になったカエル』など、いくつかの本がセミナーの内容をまとめる形で出版された。これらの期間、学生や心理セラピストなどで形成される創造的なグループがバンドラーやグリンダーの周りで作られた。グループのメンバーには、ロバート・ディルツ、レズリー・キャメロン・バンドラー、ジュディス・ディロージャ、スティーブ・ギリガン、デビッド・ゴードンなどが含まれており、NLPに価値のある貢献を捧げている。
1980年代、バンドラー、グリンダー及び彼らの協会は仲たがいにより分裂し、共同研究が終わった。これにより、多くのグループのメンバーは独自の活動をはじめ、各方面にNLPが用いられるようになる。いくつかのバンドラーとグリンダーの本は、両著者の法的な問題により、しばらく絶版状況になった。NLPの土台として知られる『魔術の構造1,2巻』、Patterns of the Hypnotic Techniques of Milton H. Ericksonは後に再出版された。バンドラーは神経言語プログラミング（NLP）という語の法的な所有権を主張を試みたが、最終的には、それは一般用語であるとされ却下された。したがってNLPのトレードマーク（TM）は認められなかった。2001年前後にグリンダーとバンドラーは、お互いの主張をお互いが努力をした分野として整理し、NLP発展の未来のための土台を作った。

## ニューコードNLP
1982年から1987年の間、精神の構造、生態学を研究していた人類学者、システム理論者であるグレゴリー・ベイトソンの強い影響を受け、グリンダーとジュディス・ディロージャーはニューコードNLPの開発の共同研究をした。グリンダーとベイトソンはUSCSの中のKresge大学で知り合いであった。グリンダーとディロージャは変化ワークにエコロジーと無意識の関与をさせることで、クラシックコードNLPに審美的な枠組みを提供した。NLPの中でエコロジーとはシステムを変化させる際の、システム全体としての統合性についてのことを意味している。この場合のシステムとは、人の世界観モデルとそのモデルが周囲の状況にどのような結果をもたらすのかということを指す。
実際的に言えばこの考察は、「この変化の意図している結果は何か？」「この変化が持つ他の結果はあるだろうか？そしてそれらの結果は好ましいものか？」「この変化はまだ、よいアイディアか？」のような質問を行うということである。これについてのセミナーは書き表され、1987年に出版されている。Turtles All the Way Down; Prerequisites to Personal Genius『ニューコードNLPの原点』
ニューコードNLPは、ジョン・グリンダーと国際的チェンジコンサルタント会社、クオンタムリープ社の創設者カルメン・ボスティックにより、さらに発展している。現在のところ、ジョンとカルメンは世界中で公開セミナーを開催している。2001年グリンダーとボスティック・サンクレアは、Whispering in the Windを出版した。その本の中には、NLPはその仕事を特にどう改良できるのか、素晴らしく高い業績をあげている実践家の素晴らしい振る舞いをモデリングすることに正確に焦点を当てることで科学ベースの努力として正統な地位を特にどう築けるかについての忠告が含まれている。グリンダーはこの分野に対して、彼がNLPの主要な活動だと考えているモデリングに再コミットすることを強く勧めている。